# Ходца
Хо́дца (рос. Ходца) — мала річка у Московській області Росії. Довжина — 10 км. У межах міста Павловський Посад впадає у річку Вохонка.
12 вересня 2009 року до витоку річки в місті Електросталь вилили декілька тонн мазуту, що стало причиною екологічної катастрофи у річці та місті. У результаті в річці загинула вся риба. Протягом лише ранку 18 вересня 2009 року рятувальникам вдалось зібрати 67 бочок мазуту кожна ємністю 200 літрів (понад тринадцять тонн).